# Fernão Ferro
Fernão Ferro es una freguesia portuguesa del concelho de Seixal, en el distrito de Setúbal, con 25,26 km² de superficie y 17 059 habitantes (2011). Su densidad de población es de 675,3 hab/km².
La freguesia fue creada oficialmente el 27 de mayo de 1993, por segregación de territorios de las freguesias de Aldeia de Paio Pires, Amora y Arrentela, con las que limita al norte; mientras que al sur lo hace con la freguesia de Quinta do Conde, del concelho de Sesimbra. 
Además del que le da nombre, Fernão Ferro cuenta con otros nueve núcleos de población: Pinhal do General, Redondos, Quinta das Laranjeiras, Flor da Mata, Foros da Catrapona, Pinhal de Frades e Quinta da Lobateira, Vila Alegre y Fontainhas.
Situada en el centro geográfico de la península de Setúbal, Fernão Ferro es una freguesia residencial, sometida a una fuerte expansión demográfica (tenía 10.753 habitantes en el censo de 2001).